# 겐지 (가마쿠라 시대)
겐지(建治, けんじ)는 일본의 연호(元号) 중 하나이다.
- 전후 : 분에이(文永) 이후 - 고안(弘安) 이전.
- 시기 : 1275년 ~ 1277년
- 천황 : 고우다 천황
- 쇼군 : 가마쿠라 막부의 고레야스 친왕
- 싯켄 : 호조 도키무네

## 개원(改元)
- 분에이 12년 4월 25일(율리우스력 1275년 5월 22일), 개원.
- 겐지 4년 2월 29일(율리우스력 1278년 3월 23일), 고안로 개원된다.

## 출전
『주례』의 「以治建国之学」.

## 겐지 시기에 일어난 일
- 원년
  - 호조 도키무네가 몽골 제국의 공격에 대비해 진제이 단다이(鎮西探題)를 설치하다.

### 죽음
- 2년
  - 호조 사네토키

## 서력과의 대조표
| 겐지 | 원년   | 2년    | 3년    | 4년    |
| ---- | ------ | ------ | ------ | ------ |
| 서력 | 1275년 | 1276년 | 1277년 | 1278년 |
| 간지 | 을해   | 병자   | 정축   | 무인   |

## 같이 보기
- 일본의 연호 일람

| 이전 분에이 | 일본의 연호 1275년 ~ 1278년 | 다음 고안 |